# تران ترونغ زانغ
تران ترونغ زانغ (بالفيتنامية: Trần Trường Giang)‏ هو لاعب كرة قدم فيتنامي في مركز الوسط، ولد في 1 نوفمبر 1976 في محافظة تين زانغ في فيتنام. شارك مع منتخب فيتنام لكرة القدم. أما مع النوادي، فقد لعب مع نادي بيكامكس بين دونغ ونادي نافيبانك سايغون.

## وصلات خارجية
- تران ترونغ زانغ على موقع قاعدة بيانات كرة القدم.إي يو (الإنجليزية)
- تران ترونغ زانغ على موقع ناشيونال فوتبول تيمز (الإنجليزية)